# Periedo

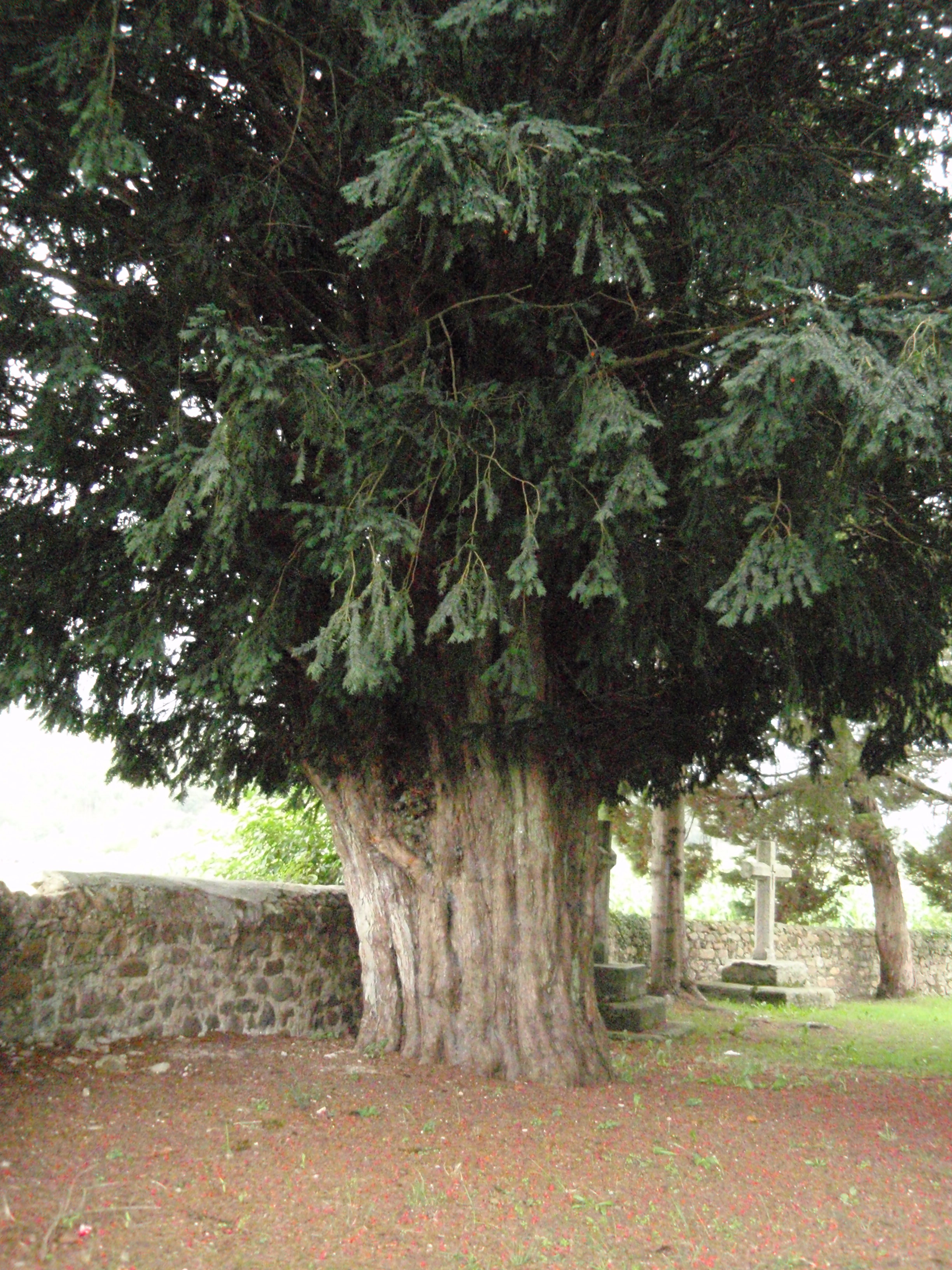
Tejo de la iglesia de San Lorenzo de Periedo, Nº22 del catálogo de árboles singulares de Cantabria.

Periedo es una localidad del municipio de Cabezón de la Sal, Cantabria (España). 
Está situado a 90 metros de altitud y su población es de 126 habitantes. Se encuentra a 5 kilómetros de la capital municipal.
Periedo con los barrios de Casar y Cabrojo ya aparecía como una de las ocho aldeas que formaban el distrito administrativo del valle de Cabezón, dentro de la merindad de Asturias de Santillana, en el Becerro de las Behetrías de 1352.
La iglesia parroquial, bajo la advocación de San Lorenzo, es la más antigua del municipio, pues consta iniciada en el siglo XVI. Se concluyó en el XVII. En esta iglesia se encuentra enterrado el violinista Jesús de Monasterio, que residió en la localidad vecina de Casar de Periedo. Junto a ella hay un tejo perteneciente al catálogo de árboles singulares de Cantabria.
- Datos: Q6072478